# Île de la Grande Entrée
Île de la Grande Entrée är en ö i Kanada.   Den ligger i ögruppen Îles de la Madeleine i provinsen Québec, i den östra delen av landet, 1 100 km öster om huvudstaden Ottawa.

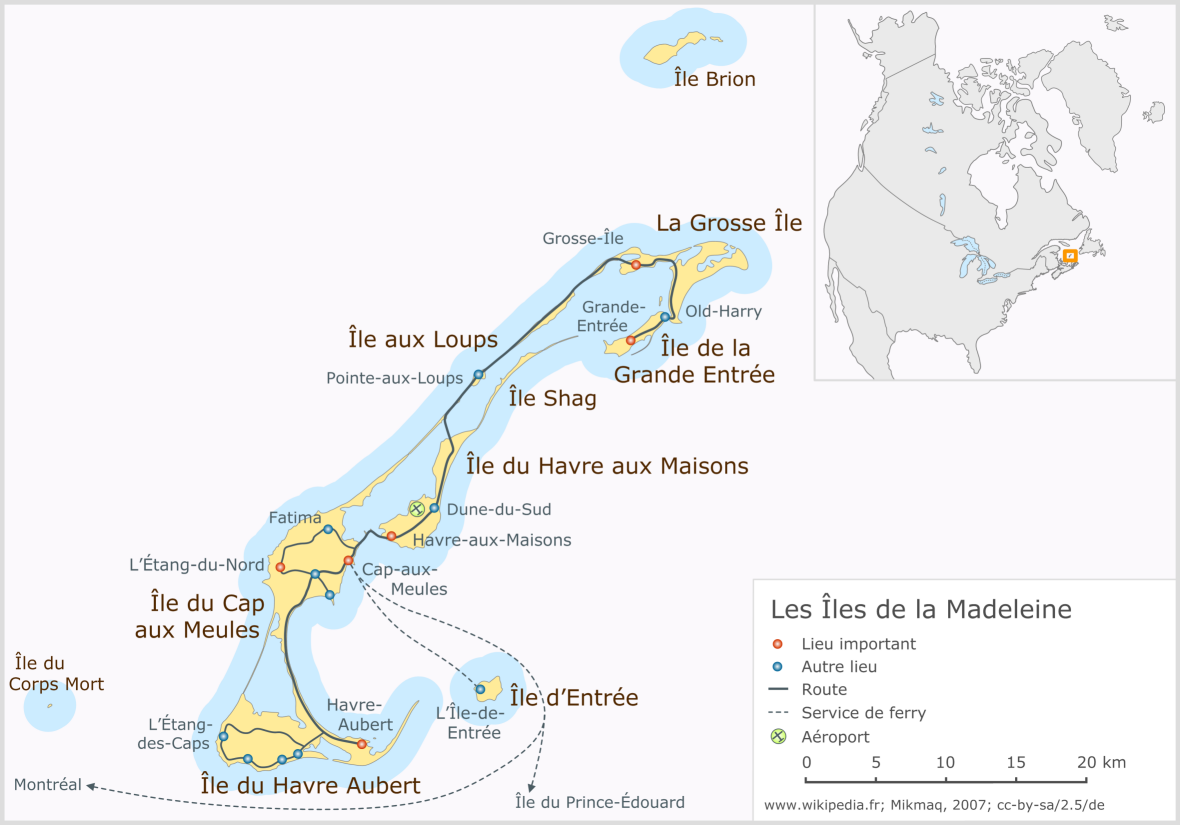
Karta över Îles de la Madeleine. Infällt: öarnas läge i Nordamerika.